# Doddahonnurkaval, Piriyapatna
Doddahonnurkaval là một làng thuộc tehsil Piriyapatna, huyện Mysore, bang Karnataka, Ấn Độ.